# 安倍基江
安倍 基江（あべ もとえ、1983年8月18日 - ）は、日本の元女子キックボクサー。静岡県富士市出身。通称は「モッチ」。アカデミア・アーザ水道橋所属。
J-GIRLSミニフライ級現王者。
ハードパンチから切れのあるハイキックへのコンビネーションが持ち味。
得意技は『フェロモンラッシュ』

## 来歴
2009年7月26日、J-GIRLS Japan Queen Tournament 2009で優勝を果たした。
2009年12月20日、J-GIRLS World Queen Tournament 2009で準優勝を果たした。
2010年7月25日、J-GIRLSミニフライ級タイトルマッチで王者神村エリカと7か月ぶりに再戦し、0-3の判定負けで王座獲得ならず。
2011年3月6日、神村が返上したJ-GIRLSミニフライ級王座の王座決定戦で紅絹を3-0の判定で下し王座獲得。
2012年3月25日にいつかをTKOで下しWPMF日本ライトフライ級王座を獲得するが、5月13日に突如引退を発表。
その後ビジネス・ブレークスルー大学のスタッフとして活動した後、2017年にナレーターとして活動を開始。

## 戦績
| キックボクシング 戦績 | キックボクシング 戦績 | キックボクシング 戦績 | キックボクシング 戦績 | キックボクシング 戦績 | キックボクシング 戦績 | キックボクシング 戦績 |
| --------------------- | --------------------- | --------------------- | --------------------- | --------------------- | --------------------- | --------------------- |
| 22 試合               | (T)KO                 | 判定                  | その他                | 引き分け              | 無効試合              |                       |
| 14 勝                 | 2                     | 12                    | 0                     | 1                     | 0                     |                       |
| 7 敗                  | 0                     | 7                     | 0                     | 1                     | 0                     |                       |

| 勝敗 | 対戦相手               | 試合結果                | 大会名                                                                                                | 開催年月日     |
| ○    | いつか                 | 2R終了TKO（タオル投入） | M-1 ムエタイチャレンジ Sutt Yod Muaythai vol.1 【WPMF日本ライトフライ級王座決定戦】                   | 2012年3月25日  |
| ○    | 紅絹                   | 2分5R終了 判定3-0       | J-NETWORK「J-GIRLS Catch The Stone～13」 【J-GIRLSミニフライ級王座決定戦】                            | 2011年3月6日   |
| ○    | NANA☆SE                | 2分3R終了 判定3-0       | J-NETWORK「J-GIRLS 女祭り 2010 〜戦う女は美しい〜」                                                   | 2010年12月12日 |
| ×    | 神村エリカ             | 2分5R終了 判定0-3       | J-NETWORK「J-GIRLS Catch The stone〜9」 【J-GIRLSミニフライ級タイトルマッチ】                         | 2010年7月25日  |
| ○    | 紅絹                   | 2分3R終了 判定2-0       | J-NETWORK「J-GIRLS Catch The stone〜8」 【ミニフライ級次期王座挑戦者決定トーナメント 決勝】           | 2010年5月30日  |
| ×    | 田中佑季               | 3R+延長R終了 判定0-3    | J-NETWORK「J-GIRLS Catch The stone〜6」 【フライ級次期王座挑戦者決定トーナメント 準決勝】             | 2010年3月28日  |
| ×    | シルビア・ラノット     | 2分2R終了 判定0-2       | J-NETWORK「J-GIRLS Final Stage 2009」 【World Queen Tournament 2009 決勝】                            | 2009年12月20日 |
| ○    | 神村江里加             | 2分2R終了 判定3-0       | J-NETWORK「J-GIRLS Final Stage 2009」 【World Queen Tournament 2009 準決勝】                          | 2009年12月20日 |
| ○    | エイミー・デイビス     | 2分2R終了 判定3-0       | J-NETWORK「J-GIRLS Final Stage 2009」 【World Queen Tournament 2009 1回戦】                           | 2009年12月20日 |
| ○    | 田中佑季               | 2分3R終了 判定3-0       | J-NETWORK「J-GIRLS Champion Festival 2009」 【Japan Queen Tournament 2009 決勝】                      | 2009年7月26日  |
| ○    | 林田昌子               | 2分3R終了 判定3-0       | J-NETWORK「J-GIRLS Champion Festival 2009」 【Japan Queen Tournament 2009 準決勝】                    | 2009年7月26日  |
| ○    | 山口貴子               | 2分3R終了 判定3-0       | J-NETWORK「J-GIRLS Catch The stone〜3」 【Japan Queen Tournament 2009 1回戦】                         | 2009年5月31日  |
| ×    | 紅絹                   | 2分3R終了 判定0-2       | J-NETWORK「J-GIRLS Catch The stone〜2」 【ミニフライ級次期王座挑戦者決定トーナメント リザーブマッチ】 | 2009年4月5日   |
| ○    | 薔薇                   | 1R 1:17 KO              | J-NETWORK「J-GIRLS Catch The stone〜1」                                                               | 2009年1月18日  |
| ×    | まゆみ                 | 2分3R終了 判定0-2       | J-NETWORK「J-GIRLS Final Stage 2008」 【ミニフライ級次期王座挑戦者決定トーナメント 1回戦】            | 2008年11月9日  |
| ×    | 岡田敦子               | 2分3R終了 判定0-2       | J-NETWORK「J-GIRLS 菖蒲祭り」 【ミニフライ級王座挑戦者決定トーナメント 2回戦】                        | 2008年5月25日  |
| ○    | 美保                   | 2分3R終了 判定3-0       | J-NETWORK「J-GIRLS ひな祭り」 【ミニフライ級王座挑戦者決定トーナメント 1回戦】                        | 2008年3月2日   |
| ○    | ☆MIKA☆                 | 2分3R終了 判定3-0       | J-NETWORK「J-GIRLS 白雪祭り」                                                                         | 2008年1月12日  |
| ○    | "ダイヤモンド"酒井理絵 | 2分3R終了 判定3-0       | J-NETWORK「J-GIRLS 風花祭り」                                                                         | 2007年11月4日  |
| △    | 紅絹                   | 2分3R終了 判定0-1       | J-NETWORK「J-GIRLS 十六夜祭り 〜NEW HEROINE COMING!!〜」                                              | 2007年9月9日   |
| ×    | 山口貴子               | 2分3R終了 判定0-3       | J-NETWORK「J-GIRLS 七夕祭り 〜NEW HEROINE COMING!!〜」 【フライ級ニューヒロイントーナメント 準決勝】  | 2007年7月1日   |
| ○    | MITSUKI                | 3R終了 判定3-0          | NO NAME HEROES 6 -GO GO UGO!-                                                                         | 2006年11月26日 |

## 入場テーマ曲
- 「コール・ミー」（ブロンディ）

## テレビ出演
- マツコ会議（2017年7月22日、NTV）